# Острув (Ласький повіт)
Острув (пол. Ostrów) — село в Польщі, у гміні Ласьк Ласького повіту Лодзинського воєводства.
Населення — 681 особа (2011).
У 1975-1998 роках село належало до Серадзького воєводства.

## Демографія
Демографічна структура станом на 31 березня 2011 року:
|          | Загалом | Допрацездатний вік | Працездатний вік | Постпрацездатний вік |
| -------- | ------- | ------------------ | ---------------- | -------------------- |
| Чоловіки | 346     | 73                 | 251              | 22                   |
| Жінки    | 335     | 65                 | 219              | 51                   |
| Разом    | 681     | 138                | 470              | 73                   |